# هفتمین دوره کتاب سال جمهوری اسلامی ایران
مراسم هفتمین دوره کتاب سال جمهوری اسلامی ایران در بهمن ۱۳۶۸ در تهران برگزار شد.

## آثار منتخب
| کتاب‌شناسی حافظ                                                                                     | مهرداد نیکنام                      |                                        |                    | وزارت فرهنگ و آموزش عالی، شرکت انتشارات علمی و فرهنگی | ۱۳۶۷ | برگزیده      |                          |
| المعجم الفهرس لالفاظ الاصول من کافی                                                                | علیرضا برازش                       |                                        |                    | معاونیة الثقافة و النشر                               | ۱۳۶۷ | برگزیده      |                          |
| تمهیدات: مقدمه‌ای بر هر مابعدالطبیعهٔ آنده که به عنوان علم عرضه شود                                  | ایمانوئل کانت                      | غلامعلی حداد عادل                      |                    | مرکز نشر دانشگاهی                                     | ۱۳۶۷ | برگزیده      | فلسفه غرب                |
| استدلال آماری در علوم رفتاری                                                                       | ریچارد شیولسون                     | علیرضا کیامنش                          |                    | جهاد دانشگاهی (دفتر مرکزی)                            | ۱۳۶۷ | برگزیده      | روان‌شناسی                |
| تفصیل وسائل الشیعة الی تحصیل مسائل الشریعة                                                         | محمد بن الحسن الحر العاملی         |                                        |                    | مؤسسه آل البیت لا حیاء التراث                         | ۱۳۶۷ | برگزیده      | حدیث                     |
| فلسفه علوم اجتماعی                                                                                 | الن راین                           | عبدالکریم سروش                         |                    | وزارت فرهنگ و آموزش عالی، شرکت انتشارات علمی و فرهنگی | ۱۳۶۷ | برگزیده      | کلیات                    |
| حقوق بین‌المللی کار                                                                                 | عزت‌الله عراقی                      |                                        |                    | دانشگاه تهران، مؤسسه انتشارات و چاپ                   | ۱۳۶۷ | برگزیده      | حقوق                     |
| اصول تجزیهٔ دستگاهی                                                                                 | داگلاس اسکوگ، دونالدوست            | ژیلا آزاد                              |                    | مرکز نشر دانشگاهی                                     | ۱۳۶۷ | برگزیده      | شیمی                     |
| پترولوژی تجربی و کاربردهای آن                                                                      | علی درویش‌زاده                      |                                        |                    | دانشگاه تهران، مؤسسه انتشارات و چاپ                   | ۱۳۶۷ | برگزیده      | زمین‌شناسی                |
| نخستین درس در جبر مجرد                                                                             | جان ب فالی                         | مسعود فرزان                            |                    | مرکز نشر دانشگاهی                                     | ۱۳۶۷ | برگزیده      | ریاضی                    |
| نظریه آمار                                                                                         | برناردو لیندگرن                    | ابوالقاسم بزرگ‌نیا                      |                    | مرکز نشر دانشگاهی                                     | ۱۳۶۷ | برگزیده      | ریاضی                    |
| احیای مستقیم                                                                                       | ناصر توحیدی                        |                                        |                    | دانشگاه تهران، مؤسسه انتشارات و چاپ                   | ۱۳۶۷ | برگزیده      | فنی و مهندسی             |
| تئوری ارتعاشات و کاربرد آن در مهندسی                                                               | منصور نیکخواه بهرامی               |                                        |                    | دانشگاه تهران، مؤسسه انتشارات و چاپ                   | ۱۳۶۷ | برگزیده      | فنی و مهندسی             |
| طراحی سازه‌ها بتن مسلح                                                                              | شاپور طاحونی                       |                                        |                    | دهخدا                                                 | ۱۳۶۷ | برگزیده      | فنی و مهندسی             |
| برنامه‌ریزی شبکه‌ای                                                                                  | روبرت ب هریس                       | محمد تقی بانکی                         |                    | مرکز نشر دانشگاهی                                     | ۱۳۶۷ | برگزیده      | فنی و مهندسی             |
| خطوط، امواج و فواصل آنتن‌ها                                                                         | براون                              | آلن باغداساریان، احمد حاجی فیروز آبادی |                    | مرکز نشر دانشگاهی                                     | ۱۳۶۷ | برگزیده      | فنی و مهندسی             |
| قنات سازی و قنات داری                                                                              | عبدالکریم بهنیا                    |                                        |                    | مرکز نشر دانشگاهی                                     | ۱۳۶۷ | برگزیده      | کشاورزی                  |
| اصول علم بلاغت در زبان فارسی                                                                       | غلامحسین رضانژاد                   |                                        |                    | الزهراء                                               | ۱۳۶۷ | برگزیده      | کلیات                    |
| آتش در خرمن                                                                                        | حسین فتاحی با نقاشی مهدی کریم خانی |                                        |                    | امیر کبیر                                             | ۱۳۶۷ | برگزیده      | ادبیات کودکان و نوجوانان |
| یک سنگ و یک دوست                                                                                   | جعفر ابراهیمی (شاهد)               |                                        |                    | امیر کبیر                                             | ۱۳۶۷ | برگزیده      | ادبیات کودکان و نوجوانان |
| نخستین رویارویی اندیش‌گرایان ایران با دو رویه تمدن بورژوازی غرب                                     | عبدالهادی حائری                    |                                        |                    | امیر کبیر                                             | ۱۳۶۷ | برگزیده      | تاریخ ایران              |
| فارسنامه ناصری                                                                                     | حسن حسینی فسائی                    |                                        | منصور رستگار فسائی | امیر کبیر                                             | ۱۳۶۷ | برگزیده      | تاریخ ایران              |
| شهرهای ایران در روزگار پارتیان و ساسانیانن                                                         | ن پیگو لوسکایا                     | عنایت الله رضا                         |                    | وزارت فرهنگ و آموزش عالی، شرکت انتشارات علمی و فرهنگی | ۱۳۶۷ | برگزیده      | جغرافیا                  |
| فرهنگ تاریخی سنجش‌ها و ارزش‌ها                                                                       | ابوالحسن دیانت                     |                                        |                    | نیما                                                  | ۱۳۶۷ | شایسته تقدیر |                          |
| ترجمه و شرح اشارات و تنبیهات                                                                       | حسن ملک‌شاهی                        |                                        |                    | سروش                                                  | ۱۳۶۷ | شایسته تقدیر |                          |
| شکوه شمس: سیری در آثار و افکار مولانا جلال الدین رومی                                              | آن ماری شمیل                       | حسن لاهوتی                             |                    | وزارت فرهنگ و آموزش عالی، شرکت انتشارات علمی و فرهنگی | ۱۳۶۷ | شایسته تقدیر |                          |
| جامعه‌شناسی روستایی                                                                                 | منصور وثوقی                        |                                        |                    | کیهان                                                 | ۱۳۶۷ | شایسته تقدیر |                          |
| اقتصاد سیاسی                                                                                       | رمون بار                           | منوچهر فرهنگ                           |                    | سروش                                                  | ۱۳۶۷ | شایسته تقدیر |                          |
| دستور زبان فارسی: کتاب حروف اضافه و ربط مشتمل بر تعریف و تقسیم و شرح اصطلاحات، معانی و کاربرد حروف | خلیل خطیب رهبر                     |                                        |                    | سعدی                                                  | ۱۳۶۷ | شایسته تقدیر |                          |
| تفکر و زبان                                                                                        | لوسیمونوویچ، بگوتسکی               | بهروز عزبدفتری                         |                    | نیما                                                  | ۱۳۶۷ | شایسته تقدیر |                          |
| مبانی طیف‌سنجی مولکول                                                                               | ک.ن. بنول                          | مسعود حسن‌پور، رضا اسلام‌پور             |                    | آستان قدس رضوی، مؤسسه چاپ و انتشارات                  | ۱۳۶۷ | شایسته تقدیر |                          |
| ژئومرفولوژی کاربردی                                                                                | حسن احمدی                          |                                        |                    | دانشگاه تهران، مؤسسه انتشارات و چاپ                   | ۱۳۶۷ | شایسته تقدیر |                          |
| پرندگان خاورمیانه و خاور نزدیک                                                                     | امین‌الله دیانی‍                     |                                        |                    | دانشگاه تهران، مؤسسه انتشارات و چاپ                   | ۱۳۶۷ | شایسته تقدیر |                          |
| اصول تغذیه گیاه                                                                                    | کنراد منگل، ارنست کرکبی            | علی اکبر سالار دینی، مسعود مجتهدی      |                    | مرکز نشر دانشگاهی                                     | ۱۳۶۷ | شایسته تقدیر |                          |
| اصول هزینه‌یابی و روش‌های حسابداری                                                                   | حسن سجادی نژاد                     |                                        |                    | سازمان حسابرسی، مرکز تحقیقات تخصصی حسابداری و حسابرسی | ۱۳۶۷ | شایسته تقدیر |                          |
| فن تدوین فیلم                                                                                      | کارل رایتس، گوین میلار             | وازریک درساها کیان                     |                    | سروش                                                  | ۱۳۶۷ | شایسته تقدیر |                          |
| گام‌های گمشده                                                                                       | مرتضی حنانه                        |                                        |                    | سروش                                                  | ۱۳۶۷ | شایسته تقدیر |                          |
| تاریخ خط                                                                                           | آلبرتین گاور                       | عباس مخبر                              |                    | نشر مرکز                                              | ۱۳۶۷ | شایسته تقدیر |                          |
| حالات عشق مجنون                                                                                    | جالال ستاری                        |                                        |                    | توس                                                   | ۱۳۶۷ | شایسته تقدیر |                          |
| المعجم الاحصائی لالفاظ القرآن الکریم (فرهنگ آماری کلمات قرآن)                                      | محمود روحانی                       |                                        |                    | آستان قدس رضوی، مؤسسه چاپ و انتشارات                  | ۱۳۶۸ | برگزیده      |                          |
| فلسفه کانت                                                                                         | اشتفان کورنر                       |                                        |                    | خوارزمی                                               | ۱۳۶۷ | برگزیده      | فلسفه شرق و غرب          |